# Once in a Livetime
Once in a Livetime – drugi oficjalny album koncertowy progresywnometalowego zespołu Dream Theater, wydany w 1998 roku. Gościnnie na koncercie wystąpił Jay Beckenstein (saksofon).

## Lista utworów

### CD 1
1. "A Change of Seasons I: The Crimson Sunrise" – 3:56
2. "A Change of Seasons II: Innocence" – 3:05
3. "Puppies on Acid" – 1:24
4. "Just Let Me Breathe" – 5:53
5. "Voices" – 10:34
6. "Take the Time" – 12:20
7. "Derek Sherinian Piano Solo" – 1:54
8. "Lines in the Sand" – 13:13
9. "Scarred" – 9:27
10. "A Change of Seasons IV: The Darkest of Winters" – 3:17
11. "Ytse Jam" – 4:09
12. "Mike Portnoy Drum Solo" – 6:59

### CD 2
1. "Trial of Tears" – 14:11
2. "Hollow Years" – 7:01
3. "Take Away My Pain" – 6:16
4. "Caught in a Web" – 5:16
5. "Lie" – 6:45
6. "Peruvian Skies" – 7:50
7. "John Petrucci Guitar Solo" – 8:06
8. "Pull Me Under" – 8:15
9. "Metropolis" – 6:16
10. "Learning to Live" – 4:13
11. "A Change of Seasons VII: The Crimson Sunset" – 3:49